# Susques

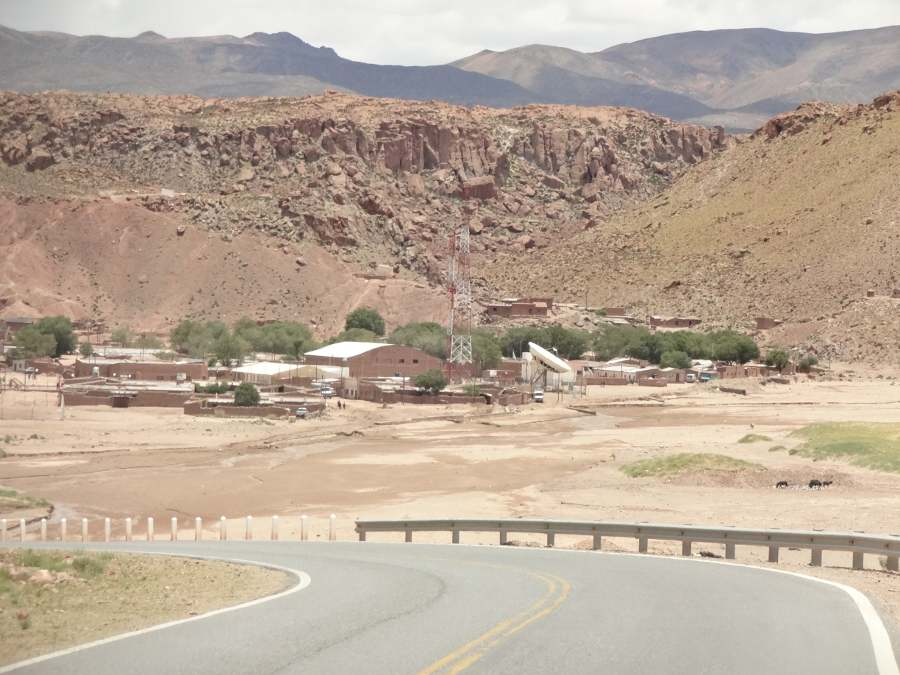
Blick auf Susques

Susques ist die Hauptstadt des gleichnamigen Departamentos Susques in der Provinz Jujuy im äußersten Nordwesten Argentiniens. Die Gemeinde liegt in der Puna auf 3896 Metern Höhe und gilt damit als höchstgelegener Ort Argentiniens, der auf einer asphaltierten Straße erreichbar ist. Susques liegt an der Ruta Nacional 52, die von Purmamarca über den Paso de Jama nach Antofagasta in Chile führt.

## Geschichte
Ende des 18. Jahrhunderts war Susques ein wichtiges Minenzentrum der Puna Atacameña. In den nachfolgenden Jahren gehörte der Ort zu Bolivien und dann zu Chile, bevor er, nach Grenzverhandlungen, Argentinien zugeschlagen wurde. Susques war ab 1899 Hauptstadt des nördlichen Teils des Territorio Nacional de los Andes, das 1943 aufgegeben wurde. Das Departamento wurde daraufhin in die Provinz Jujuy eingegliedert.

## Sonstiges

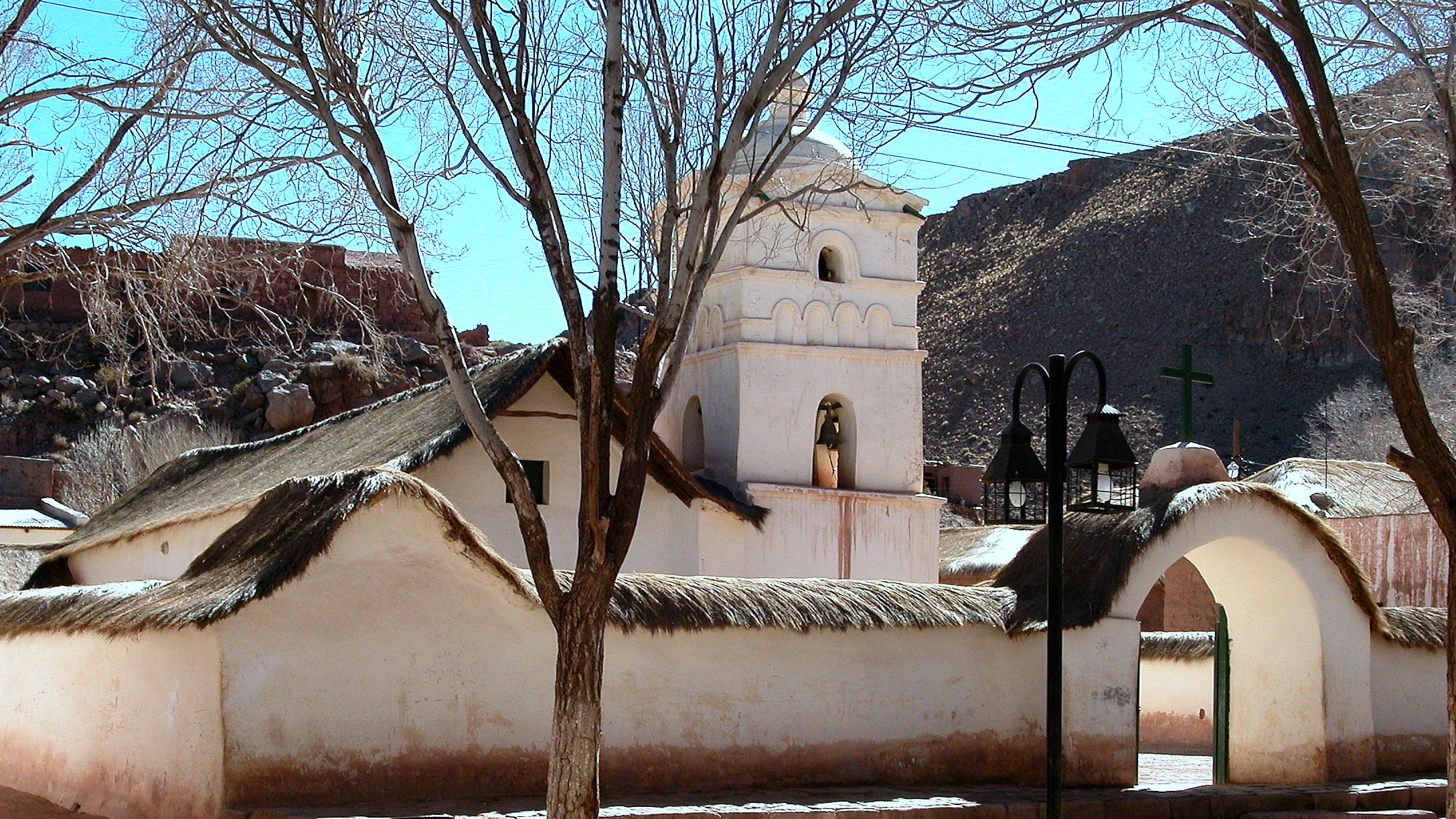
Iglesia de Nuestra Señora de Belén de Susques

- Die Kirche Iglesia de Nuestra Señora de Belén de Susques wurde zum Nationalmonument erklärt.
- Etwa 15 Kilometer von Susques entfernt, erreichbar über die Ruta Provincial 16, liegt die Quebrada del Taire mit einem Ausblick über die Hochebene, auf der Susques liegt. In den nahegelegenen Seen werden Forellen geangelt.